# La contessa bianca
La contessa bianca (The White Countess) è un film del 2006 diretto da James Ivory.
La sceneggiatura di Kazuo Ishiguro si basava inizialmente sul romanzo Diario di un vecchio pazzo del giapponese Junichiro Tanizaki, ma durante la lavorazione il soggetto venne radicalmente modificato, al punto che tra il film e il romanzo non vi è quasi alcun punto di contatto.

## Trama
Shanghai 1936. Nella caotica città cinese, con gli invasori giapponesi alle porte, due destini si incrociano: quello dell'ex-diplomatico americano, divenuto non vedente e senza famiglia per terrorismo, Todd Jackson e quello della rifugiata contessa russa Sofia. Lei costretta dagli eventi a lavorare come entraineuse in un night club per sfamare la propria famiglia, lui all'inseguimento del sogno di costruire il Contessa Bianca, un locale elegante e perfetto nel cuore di Shanghai.